# حكايات القط
حكايات القط مسلسل رسوم متحركة فرنسي عرض لأول مره بين عامي 1993-1994 ويتكون من 15 حلقة وتمت دبلجة المسلسل للعربية بواسطة المركز العربي للخدمات السمعية والبصرية.